# Armand Laurienté
Armand Laurienté (* 4. Dezember 1998 in Gonesse) ist ein französischer Fußballspieler, der aktuell bei der US Sassuolo Calcio spielt.

## Karriere

### Verein
Laurienté begann seine fußballerische Karriere bei der US Roissy-en-France, wo er von 2004 bis 2011 spielte. Anschließend wechselte er zu INF Clairefontaine, war aber beide Jahre an die AAS Sarcelles und an Red Star Paris verliehen. Im Sommer 2013 wechselte er anschließend in die Jugendakademie von Stade Rennes. In der Saison 2015/16 spielte er bereits einmal in der zweiten Mannschaft in der National 3. In der Folgesaison kam er erneut dort einmal zum Einsatz, nach dem Aufstieg aber in der National 2. Neben 14 Spielen und sieben Toren in der vierten Liga, stand er zudem einige Male im Kader der Profis in der Ligue 1. Für die Hinrunde der Saison 2018/19 wurde er in die Ligue 2 an die US Orléans verliehen. Bei einer 0:2-Niederlage gegen den RC Lens wurde er eingewechselt und gab somit am 27. Juli 2018 (1. Spieltag) sein Profidebüt. Einen Monat später schoss er bei einer 1:3-Niederlage gegen den AC Le Havre sein erstes Tor im Profibereich. Nach seiner Rückkehr debütierte er am 17. Februar 2019 (25. Spieltag) gegen Stade Reims auch in der Ligue 1. Nach drei Toren in 12 Ligaspielen während seiner Leihe bei Orléans, spielte er nur dieses eine Mal in der Liga für Rennes. Für die Folgesaison 2019/20 wurde er erneut in die zweite Liga verliehen, dieses Mal an den FC Lorient. Am 14. September 2019 (7. Spieltag) gab er nach Einwechslung gegen Clermont Foot sein Debüt für seinen neuen Leihverein. Sein erstes Tor schoss er am 3. September 2019 (17. Spieltag), als sein Team gegen seinen Exklub Orléans 4:0 gewann. In der gesamten Spielzeit kam er in der verkürzten Saison auf 19 Einsätze und zwei Tore, womit er seiner Mannschaft zum Aufstieg in die Ligue 1, als Meister, verhalf.
Gegen Ende der Sommertransferphase 2020 wechselte er fest zum FC Lorient in die Ligue 1. Bei einem 3:1-Auswärtssieg über Stade Reims wurde er eingewechselt und gab bei seinem Debüt auch direkt eine Torvorlage. Seine ersten beiden Tore in der Ligue 1 überhaupt schoss er bei einem 2:1-Sieg über die AS Saint-Étienne, als er seiner Mannschaft nach Einwechslung noch den Sieg bescherte. Insgesamt traf er in der Saison dreimal und gab fünf Vorlagen in 29 Ligapartien. In der Saison 2021/22 entwickelte sich Laurienté zum Stammspieler und stand nahezu jedes Spiel in der Startelf. Im August 2022 wechselte er nach Italien zur US Sassuolo Calcio. Mit dem Klub stieg er am Ende der Spielzeit 2023/24 ab, als Torschützenkönig der Zweitligasaison 2024/25 mit 18 Saisontreffern war er einer der Garanten für den direkten Wiederaufstieg.

### Nationalmannschaft
Laurienté kam im März 2021 zu zwei Einsätzen für die französische U21-Nationalmannschaft bei der U21-EM 2021.

## Erfolge
FC Lorient
- Meister der Ligue 2 und Aufstieg in die Ligue 1: 2020

US Sassuolo Calcio
- Italienischer Zweitligameister: 2024/25

Individuell
- Torschützenkönig der Serie B: 2024/25